# Roxanne Beckford
Roxanne Beckford (sinh ngày 17 tháng 11 năm 1969), aka Roxanne Beckford-Hoge, là một nữ diễn viên người Mỹ sinh ra và lớn lên ở Jamaica. Cô đã tham gia nhiều bộ phim truyền hình và đóng những vai nhỏ trong các bộ phim, bao gồm Bewitched (2005) Something's Gotta Give (2003), và Father of the Bride Part II (1995). Beckford bắt đầu sự nghiệp của mình với vai trò là một đứa trẻ đóng vai chính trong quảng cáo truyền hình ở Jamaica. Chồng cô, Bob Hoge, cũng là một diễn viên. Họ có bốn đứa con, trong đó có cặp song sinh được xuất hiện trong tập 1 của TLC ' Brasing Home Baby năm 2005.

## Cuộc sống gia đình
Beckford kết hôn với nam diễn viên/nhà văn/đạo diễn Bob Hoge vào ngày 6/7/1996. Chồng cô cũng điều hành một doanh nghiệp thai sản. Khi cô xuất hiện trên loạt phim thực tế TLC Channel Bringing Home Baby cùng chồng vào năm 2005, Beckford vừa sinh cặp song sinh.